# USS Oklahoma (BB-37)
O USS Oklahoma foi um couraçado operado pela Marinha dos Estados Unidos e a segunda embarcação da Classe Nevada, depois do USS Nevada. Sua construção começou em outubro de 1912 nos estaleiros da New York Shipbuilding Corporation em Camden, em Nova Jérsei, e foi lançado ao mar em março de 1914, sendo comissionado na frota norte-americana em maio de 1916. Era armado com uma bateria principal composta por dez canhões de 356 milímetros montados em duas torres de artilharia triplas e mais duas torres duplas, tinha um deslocamento carregado de quase 29 mil toneladas e conseguia alcançar uma velocidade máxima de 20,5 nós (38 quilômetros por hora).
O Oklahoma passou seus primeiros anos de serviço na Costa Leste dos Estados Unidos sem grandes incidentes. Foi enviado para a Europa em agosto de 1918 para reforçar a Grande Frota britânica na Primeira Guerra Mundial, porém permaneceu atracado a maior parte do tempo e sua única ação foi a escolta de um comboio. Voltou para casa e passou o período entreguerras ocupando-se principalmente de exercícios de rotina com o resto da frota. O navio passou por uma modernização entre 1927 e 1929 que reformulou seu armamento, adicionou protuberâncias antitorpedo, entre outras modificações. Ele resgatou cidadãos norte-americanos em 1936 durante a Guerra Civil Espanhola.
O Oklahoma estava atracado na base de Pearl Harbor no Havaí em 7 de dezembro de 1941 quando ela foi atacada pelo Japão. Foi torpedeado várias vezes por aeronaves e acabou emborcando. Uma enorme operação de salvamento foi realizada para recuperá-lo, com seus buracos sendo tapados e torres com cabos sendo erguidas e usadas para virá-lo de volta para cima, com este processo terminando em junho de 1943. Foi considerado que o couraçado estava muito velho e danificado para ser consertado, assim foi descomissionado em setembro de 1944. O Oklahoma seria rebocado para a Califórnia para ser desmontado, porém afundou no meio do caminho em 17 de maio de 1947.